# André Bourdil

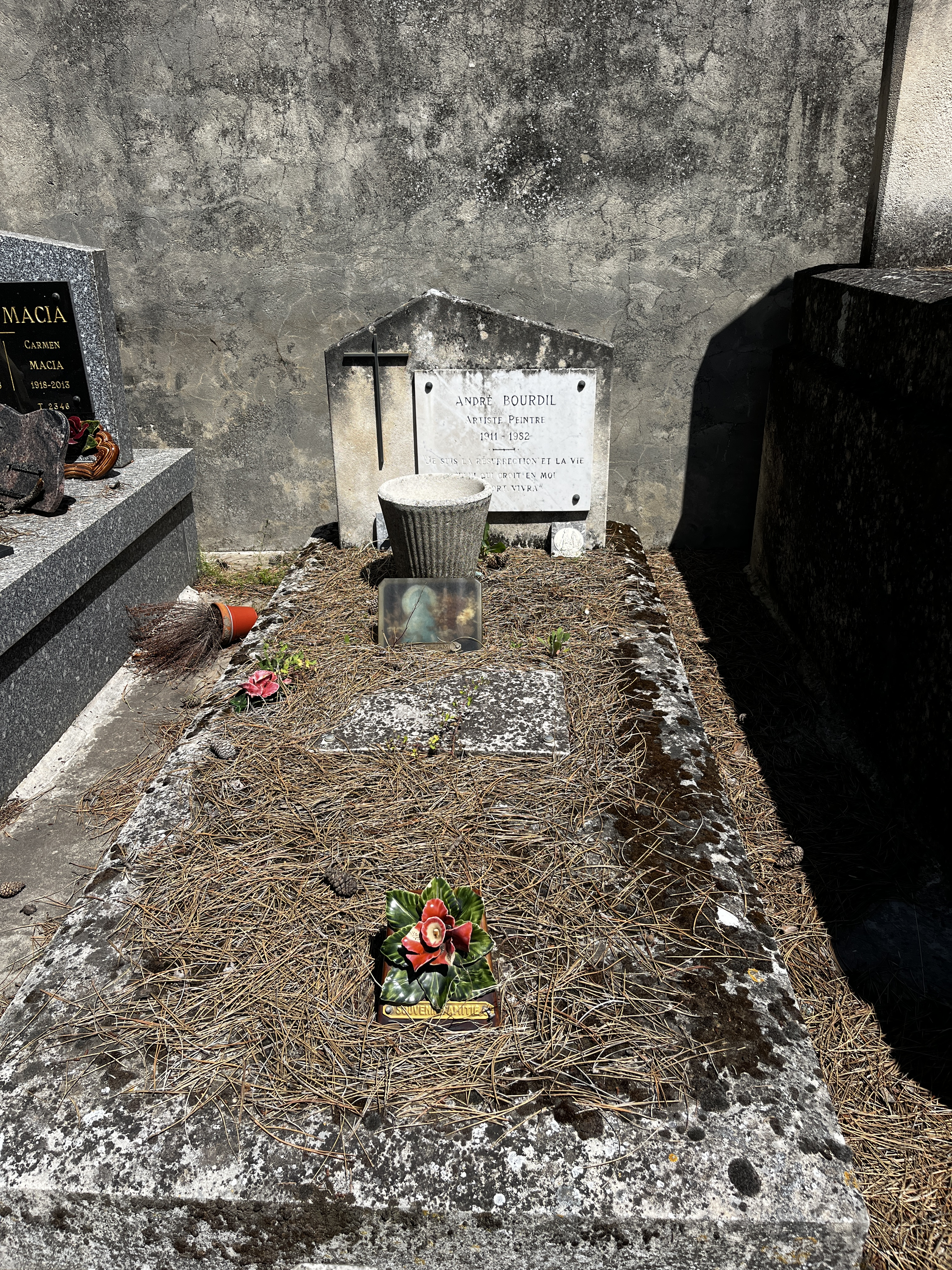
Sépulture d'André Bourdil au cimetière Montfavet d'Avignon (84)

André Bourdil, né le 11 juin 1911 à Pau (Basses-Pyrénées) et mort le 12 mai 1982 à Avignon, est un peintre français.

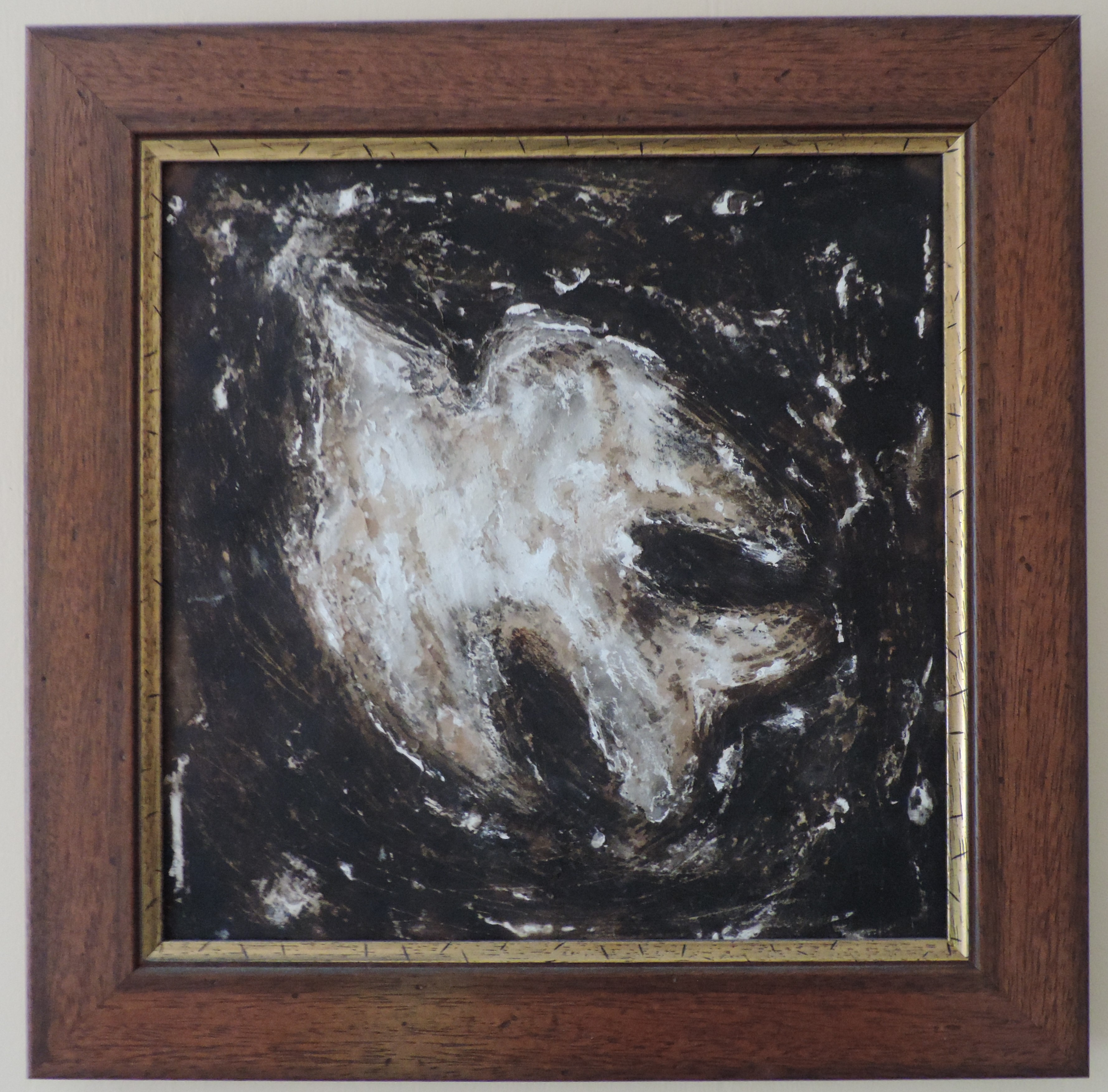
André Bourdil (1911-1982) - La tragédie cathare. Les tableaux de la série 12 ont été collés sur bois (marouflés) et cirés.

## Biographie
Très épris de culture et histoire berbère, il rencontre et épouse la sœur de Jean Amrouche, Taos Amrouche.
Après avoir été critique d'art, il suit les Arts décoratifs en 1933-1934. Il obtint, via Jean Alazard, le prix Abd-el-Tif 1942 avec Jean-Eugène Bersier.En 1941-1942, il devient pensionnaire de la Casa de Velázquez. Il est également nommé professeur de dessin au lycée Jean-Baptiste-Say puis au lycée Montaigne à Paris.
Il fonde en 1958 l'académie de peinture moderne à Marseille. Son tableau le plus connu est le Portrait d'André Gide, réalisé en 1943 à Alger, avec lequel il jouera souvent aux échecs.

## Œuvres principales
- Musée national des beaux-arts d'Alger (MNBA).
- Musée Calvet d'Avignon.
- Adaptation radiophonique du roman Le Hussard sur le toit de Jean Giono en 1953, avec les voix de Gérard Philipe et Jeanne Moreau pour interpréter le couple romanesque que forment les personnages principaux de cette œuvre : Angelo Pardi et Pauline de Théus.

## Sources
- Élisabeth Cazenave La Villa Abd el Tif : un demi-siècle de vie artistique en Algérie, 1998
- Du même auteur, « Les artistes de l'Algérie », dictionnaire des peintres-sculpteurs-graveurs, 1830-1962, 2e édition, 2010